# Verbascum macrurum
Verbascum macrurum är en flenörtsväxtart som beskrevs av Michele Tenore. Verbascum macrurum ingår i släktet kungsljus, och familjen flenörtsväxter. Inga underarter finns listade i Catalogue of Life.